# 周子謙
周子謙（Chow Timothy Stephen，2006年3月11日—），香港足球運動員，曾效力香港超級聯賽球會港會及理文，擅長後防多個位置，包括中堅、右閘和防守中場。

## 早年生活
周子謙於小學和中學均就讀於拔萃男書院。2016年，因在小學校隊表現突出獲邀加入港會青年軍，參加香港足球總會舉辦的各級別青年聯賽，他16歲的時候已在U18級別比賽。

## 球會生涯
2022年夏天，正在美國參加足球訓練營時，周子謙獲港會主教練東尼咸美頓邀請到一隊跟操，因表現突出隨即正式簽約加入。
2022年9月11日，周子謙以16歲之齡迎來職業生涯處子戰，在菁英盃對南區正選上陣。
2022年11月20日，周子謙迎來聯賽處子戰，於對香港U23的比賽後備入替。
2023年5月7日，周子謙在聯賽閉幕戰對南區射入職業生涯首球，成為港超聯創立以來最年輕的入球球員。直至2025年2月23日，紀錄才被封天詠打破。
2022/23年賽季，他在各項賽事合共上陣20場。
2023/24年賽季，周子謙續留港會，並嘗試踢正中場的新位置。
2023年底周子謙被德國足球資訊網站Transfermarkt選為年度全球24位焦點年青球員之一。
2024年初，周子謙獲邀到蘇格蘭傳統勁旅格拉斯哥流浪試腳。
2024年7月，周子謙加盟港超聯球會理文。
2025年7月，周子謙於國際文憑大學預科課程考取佳積，於8月中旬前往美國阿默斯特學院升學。

## 國際賽生涯
2022年10月，周子謙以隊長身份為香港17歲以下代表隊赴吉爾吉斯出戰2023年亞少盃外圍賽，並在對東道主的比賽中頂入一球。
2023年3月，周子謙越級選入香港22歲以下代表隊，到新加坡參加魚尾獅盃。
2023年7月，周子謙獲選入香港亞運足球代表隊到杭州出戰2022年亞運足球比賽，是整個賽事當中最年輕的球員。香港隊在賽事創下歷史，奪得殿軍；他在小組賽第二場對烏茲別克的比賽中正選上陣。
2024年9月5日，香港隊在斐濟HFC銀行球場迎戰所羅門群島，周子謙首度為香港足球代表隊上陣。
2025年6月，周子謙代表香港22歲以下代表隊前往泰國友賽, 備戰9月舉行的亞足協U23亞洲盃外圍賽。

## 外部連結
- 香港足球總會網頁球員註冊資料 （页面存档备份，存于）